# Diastrophus
Genre
Synonymes
- Gonaspis Ashmead, 1897

Diastrophus est un genre d'insectes hyménoptères de la famille des Cynipidae. Ces Cynipidés sont des galligènes spécialisés dans les genres Rubus, Potentilla, Fragaria ou Smilax. Cet éclectisme est particulier car les espèces de la tribu Aylacini sont généralement inféodées à des herbacées. De plus, le comportement des Cynipidés est habituellement conservateur dans son choix de plante-hôte alors que Diastrophus est lié à la fois à des plantes ligneuses et herbacées ainsi qu'à des familles très différentes (Rosaceae et Smilacaceae). Sa symbiose avec ses plantes hôtes est considérée comme du parasitisme inquilin.
Les espèces du genre Diastrophus sont des petites guêpes noir brillant ne dépassant pas 3 mm de long. Originellement décrites dans le genre Cynips par Peter Friedrich Bouché en 1834, ces espèces furent incluses au sein du genre Diastrophus en 1840 par Theodor Hartig auxquelles William Beutenmüller rajouta 10 espèces néarctiques en 1909. Leurs caractères distinctifs sont essentiellement les palpes maxillaires à 5 articles, les palpes labiaux à 3 articles ainsi que les derniers articles terminés par un appendice. La femelle porte des antennes constituées de 13 à 14 articles tandis que le mâle en comporte distinctement de 14 à 15. Certaines espèces, comme D. potentillae, furent incluses dans un genre proche, Gonaspis, aujourd'hui considéré comme caduc,. 
L'ensemble des espèces reconnues jusqu'en 2013 était holarctique, dont trois européennes, l'espèce-type du genre étant Diastrophus rubi. Cependant, la découverte récente de D. colombianus en zone néotropicale remet en cause ce modèle. 

## Liste des espèces
Selon Fauna Europaea (05 mars 2019), Hymenoptera Online Database (05 mars 2019) et K. Schick et all:
- Diastrophus austrior, Ouest-néarctique, Plante hôte de la larve (=PHL) : Rubus
- Diastrophus bassetti, Est-néarctique, PHL : Rubus
- Diastrophus colombianus, Colombie, PHL : Rubus glaucus[5]
- Diastrophus cuscutaeformis, Est-néarctique, PHL : Rubus
- Diastrophus fragariae, Est-néarctique, PHL : Fragaria virginiana
- Diastrophus fusiformans, néarctique, PHL : Potentilla
- Diastrophus hieracii, Ouest-paléarctique (Ukraine)
- Diastrophus japonicus, Est-paléarctique (Japon), PHL : Rubus
- Diastrophus kincaidii, Ouest-néarctique, PHL : Rubus parviflorus
- Diastrophus mayri, Ouest-paléarctique (Europe), PHL : Potentilla argentea
- Diastrophus minimus, Est-néarctique, PHL : Potentilla canadensis
- Diastrophus nebulosus, Est-néarctique, PHL : Rubus[2]
- Diastrophus niger, Est-néarctique, PHL : Potentilla canadensis
- Diastrophus piceus, Est-néarctique (Québec)
- Diastrophus potentillae, Est-néarctique, PHL : Potentilla
- Diastrophus radicum, néarctique, PHL : Rubus occidentalis
- Diastrophus rubi, Ouest-paléarctique (Europe), PHL : Rubus caesius
- Diastrophus smilacis, Est-néarctique, PHL : Smilax
- Diastrophus tumefactus, Est-néarctique, PHL : Potentilla
- Diastrophus turgidus, Est-néarctique, PHL : Rubus strigosus

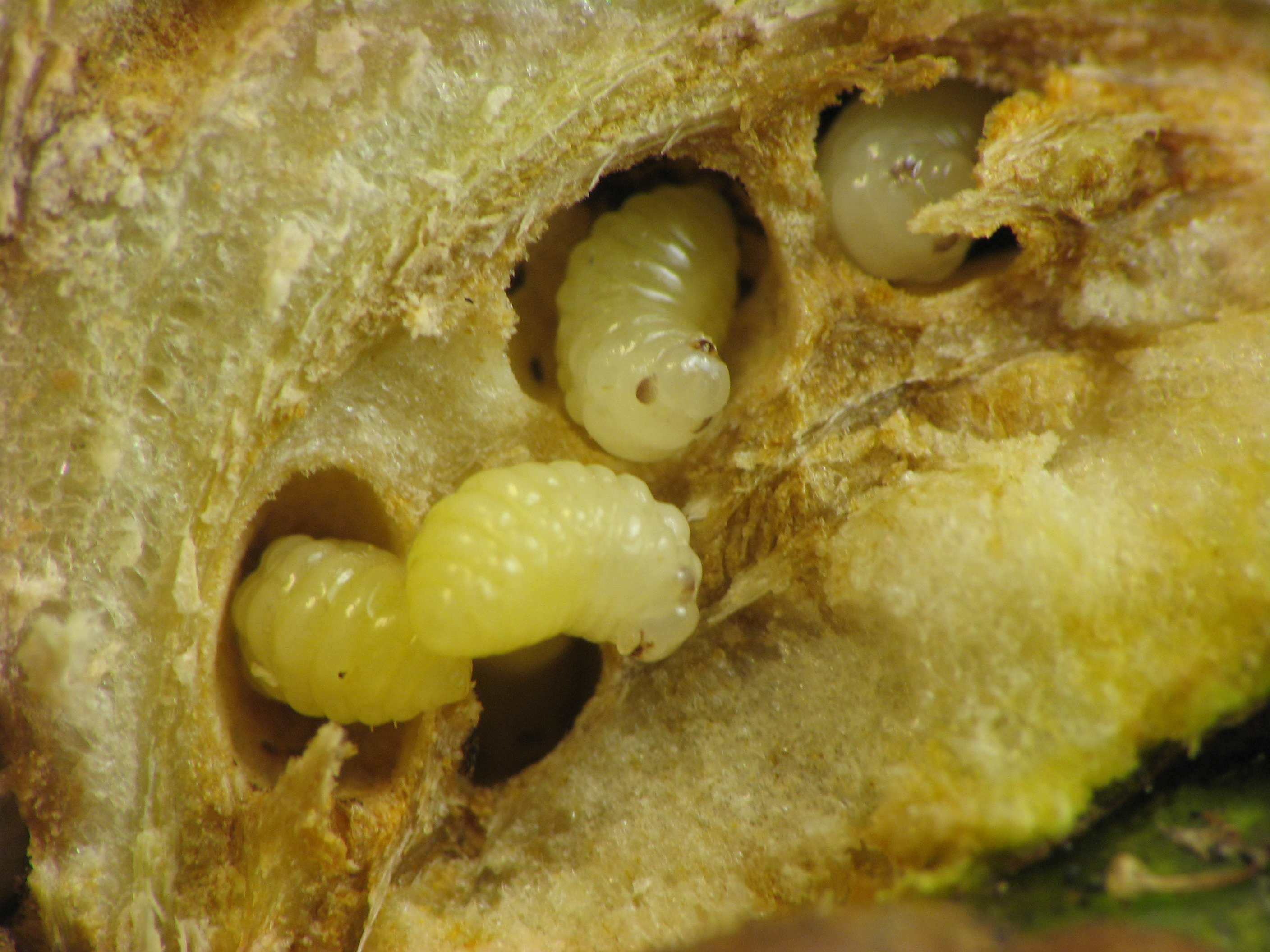
Larves de Diastrophus nebulosus dans leur galle.
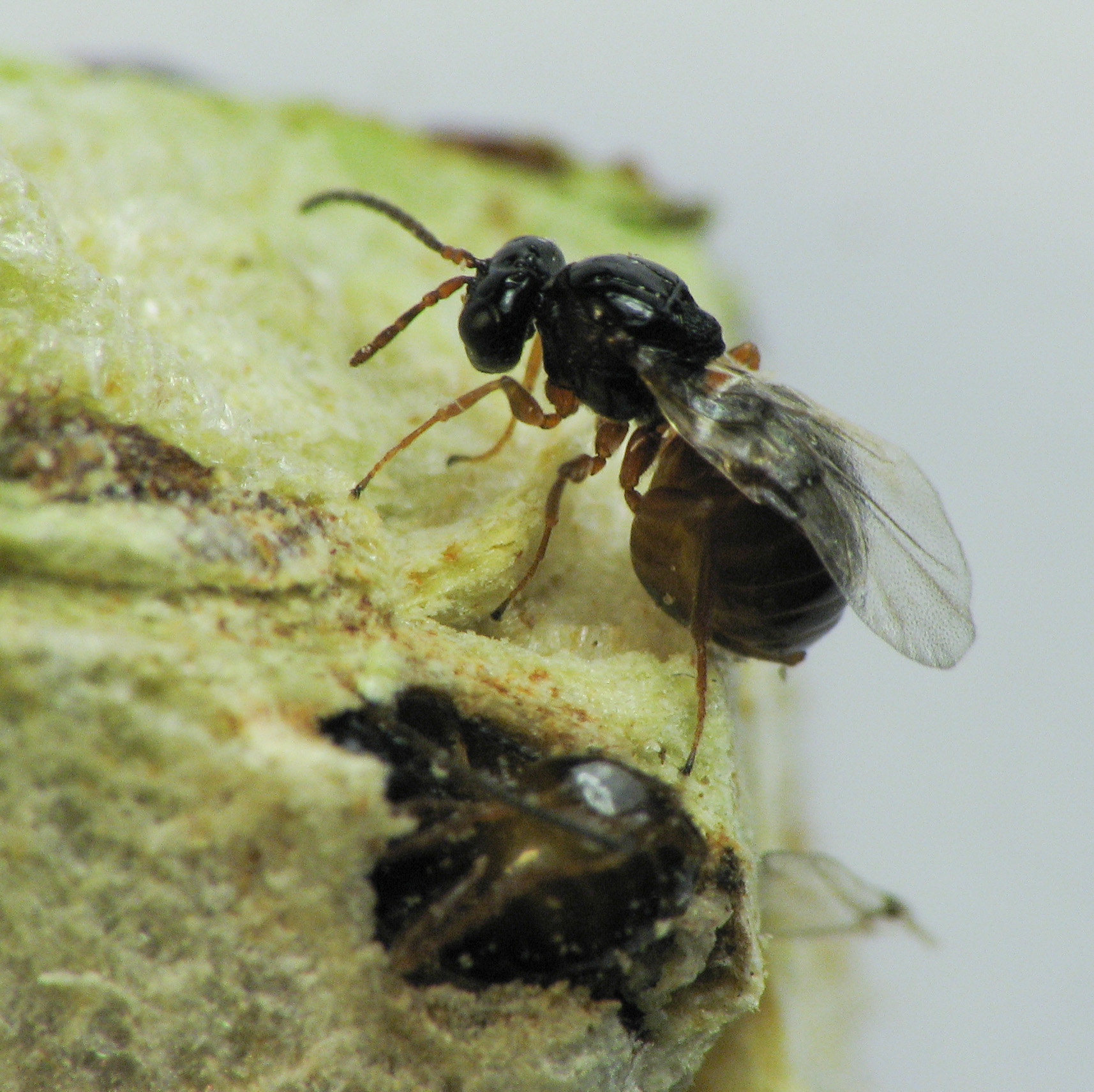
Émergence d'imago de Diastrophus nebulosus.
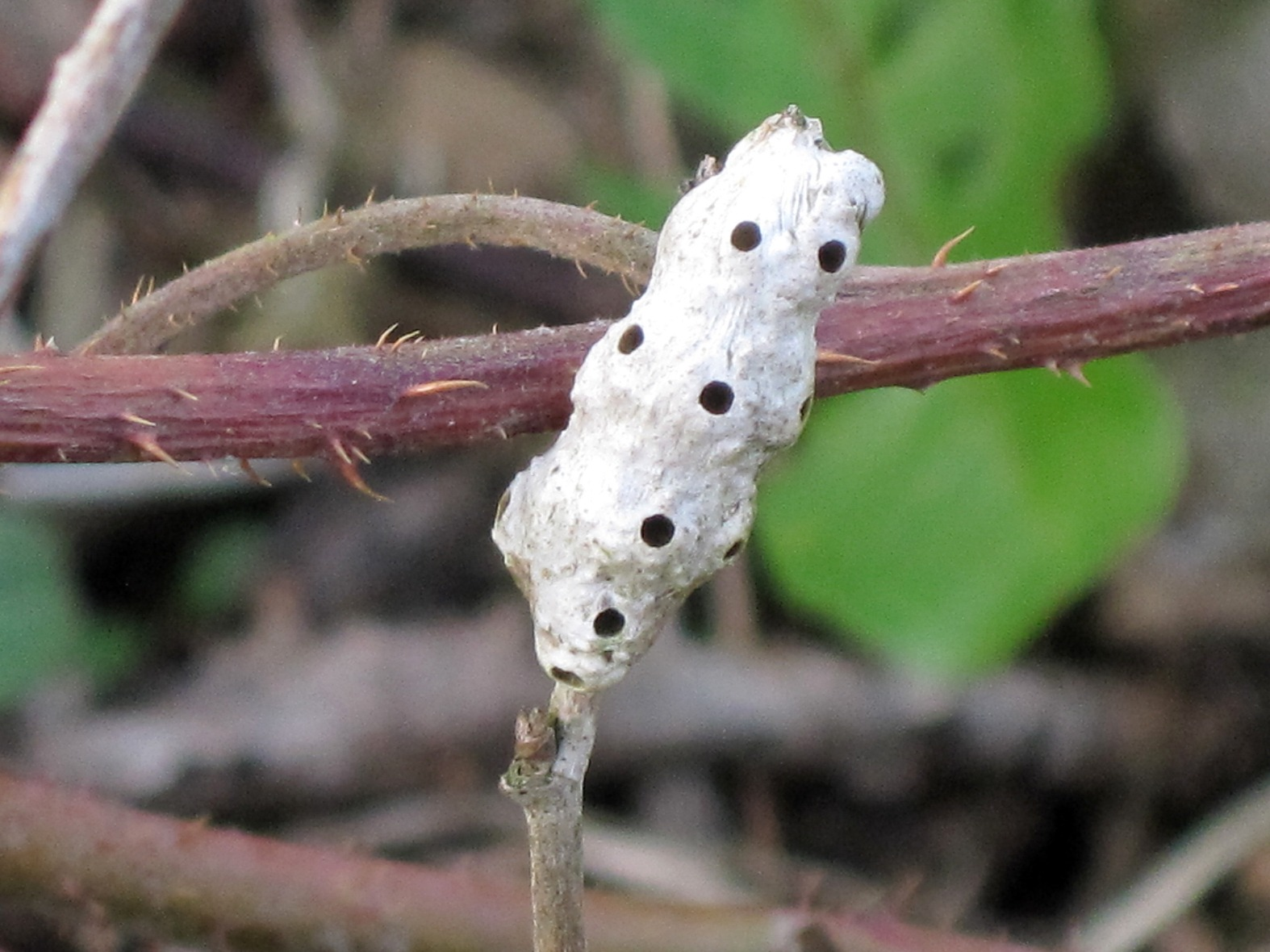
Galle sèche de Diastrophus rubi, dont les imagos ont émergé.